# Anicetus rarisetus
Anicetus rarisetus är en stekelart som beskrevs av Xu och He 1997. Anicetus rarisetus ingår i släktet Anicetus och familjen sköldlussteklar. Inga underarter finns listade i Catalogue of Life.